# Dave Marsh
Dave Marsh (New York, 1º marzo 1950) è un critico musicale statunitense.

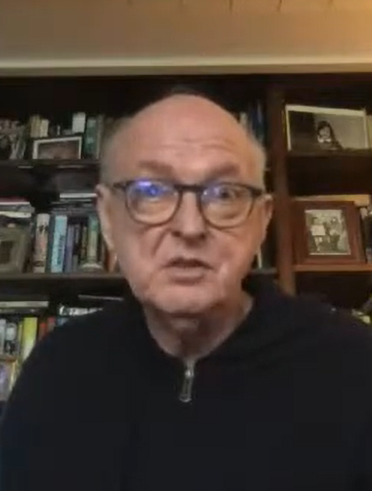
Dave Marsh nel 2021

È stato cofondatore del giornale musicale Creem, ed è stato editore per 15 anni presso la rivista Rolling Stone. Attualmente scrive la rubrica Rock and Rap Confidential, un editoriale musicale dai toni politici.
Marsh è passato alla storia soprattutto per essere stato il primo critico musicale ad utilizzare il termine "punk rock", nel caso specifico riferendosi a Question Mark And The Mysterians. Hanno fatto molto parlare di sé anche le sue feroci critiche nei confronti dei Queen, da molti giudicate prevenute e motivate da un disprezzo personale nutrito dal giornalista, forse a causa della mancanza di testi a sfondo politico nelle loro canzoni (arrivò a definirli "il primo gruppo rock autenticamente fascista").
Marsh ha scritto inoltre numerosi libri e biografie di musicisti: è conosciuto come il biografo ufficiale di Bruce Springsteen.